# Leptochiton vaubani
Leptochiton vaubani is een keverslakkensoort uit de familie van de Leptochitonidae. De wetenschappelijke naam van de soort is voor het eerst geldig gepubliceerd in 1991 door Kaas.